# چنین کنند حکایت
چنین کنند حکایت فیلمی به کارگردانیِ محمّدرضا اصلانی محصول سال ۱۳۵۳ است.

## نمایش
«در ۲۸ خرداد ۱۳۶۰ نخستین «فستیوال فیلم جمهوری اسلامی ایران» با نام میلاد . . . با دو فیلم «چنین کنند حکایت» . . . و «سلندر» . . . افتتاح شد.»